# Koosje van Voorn
Koosje van Voorn (* 15. Januar 1935 in Groningen; † 5. August 2018 in Scheveningen) war eine niederländische Schwimmerin.

## Karriere
Koosje van Voorn nahm 1952 an den Olympischen Spielen in Helsinki teil. Dort erreichte sie über 100 m Freistil den elften Rang, mit der Staffel über 4 × 100 m Freistil gewann sie Silber. Sieben Jahre später war sie Teilnehmerin an der Sommer-Universiade. In Turin sicherte sie sich über 100 m Freistil die Bronzemedaille.
1961 heiratete sie den niederländischen Schwimmer Piet ten Thije.